# مات وودز
مات وودز (بالإنجليزية: Matt Woods)‏ (1 نوفمبر 1931 في المملكة المتحدة - 26 سبتمبر 2014 بستوكبورت في المملكة المتحدة) هو لاعب كرة قدم بريطاني في مركزي الدفاع وقلب الدفاع. لعب مع بلاكبيرن روفرز وستوكبورت كونتي ونادي إيفرتون ونادي لوتون تاون ونادي بارسكو ونادي ألترينتشام وهاكواه سيدني سيتي إيست ‏ ونادي درومكوندرا ‏.

## وصلات خارجية
- مات وودز على موقع قاعدة بيانات كرة القدم.إي يو (الإنجليزية)